# 49. Golden Globe-gála
Az 49. Golden Globe-gálára 1992. január 18-án, vasárnap került sor, az 1991-ben mozikba, vagy képernyőkre került amerikai filmeket, illetve televíziós sorozatokat díjazó rendezvényt a kaliforniai Beverly Hillsben, a Beverly Hilton Hotelben tartották meg.
A 49. Golden Globe-gálán Robert Mitchum vehette át a Cecil B. DeMille-életműdíjat.

## Filmes díjak
A nyertesek félkövérrel jelölve.

### Legjobb film (dráma)
- Bugsy
  - JFK – A nyitott dosszié
  - Thelma és Louise
  - Hullámok hercege
  - A bárányok hallgatnak

### Legjobb film (musical vagy vígjáték)
- A szépség és a szörnyeteg
  - Irány Colorado!
  - Sült, zöld paradicsom
  - The Commitments
  - A halászkirály legendája

### Legjobb színész (dráma)
- Nick Nolte – Hullámok hercege
  - Warren Beatty – Bugsy
  - Kevin Costner – JFK – A nyitott dosszié
  - Robert De Niro – Cape Fear - A Rettegés foka
  - Anthony Hopkins – A bárányok hallgatnak

### Legjobb színész (musical vagy vígjáték)
- Robin Williams – A halászkirály legendája
  - Jeff Bridges – A halászkirály legendája
  - Billy Crystal – Irány Colorado!
  - Dustin Hoffman – Hook
  - Kevin Kline – Folytatásos forgatás

### Legjobb színésznő (dráma)
- Jodie Foster – A bárányok hallgatnak
  - Annette Bening – Bugsy
  - Geena Davis – Thelma és Louise
  - Laura Dern – Rózsa és tövis
  - Susan Sarandon – Thelma és Louise

### Legjobb színésznő (musical vagy vígjáték)
- Bette Midler – Kopaszoknak szeretettel
  - Ellen Barkin – Farkangyal
  - Kathy Bates – Sült, zöld paradicsom
  - Anjelica Huston – Addams Family – A galád család
  - Michelle Pfeiffer – Krumplirózsa

### Legjobb mellékszereplő színész
- Jack Palance – Irány Colorado!
  - Ned Beatty – Az én dalom
  - John Goodman – Hollywoodi lidércnyomás
  - Harvey Keitel – Bugsy
  - Ben Kingsley – Bugsy

### Legjobb mellékszereplő színésznő
- Mercedes Ruehl – A halászkirály legendája
  - Nicole Kidman – Billy Bathgate
  - Diane Ladd – Rózsa és tövis
  - Juliette Lewis – Cape Fear - A Rettegés foka
  - Jessica Tandy – Sült, zöld paradicsom

### Legjobb rendező
- Oliver Stone (JFK – A nyitott dosszié)
  - Barry Levinson (Bugsy)
  - Jonathan Demme (A bárányok hallgatnak)
  - Terry Gilliam (A halászkirály legendája)
  - Barbra Streisand (Hullámok hercege)

### Legjobb forgatókönyv
- Thelma és Louise – Callie Khouri
  - Bugsy – James Toback
  - Grand Canyon – Lawrence Kasdan és Meg Kasdan
  - JFK – A nyitott dosszié – Zachary Sklar és Oliver Stone
  - A bárányok hallgatnak – Ted Tally

### Legjobb eredeti betétdal
- Beauty and the Beast – A szépség és a szörnyeteg - Peabo Bryson és Céline Dion
  - "Be Our Guest" – A szépség és a szörnyeteg
  - "Dreams to Dream" – Egérmese 2. – Egérkék a Vadnyugaton
  - "(Everything I Do) I Do It for You" – Robin Hood, a tolvajok fejedelme
  - "Tears in Heaven" – Rush

### Legjobb eredeti filmzene
- A szépség és a szörnyeteg – Alan Menken
  - At Play in the Fields of the Lord – Zbigniew Preisner
  - Bugsy – Ennio Morricone
  - Meghalsz újra! – Patrick Doyle
  - Kopaszoknak szeretettel – Dave Grusin
  - Robin Hood, a tolvajok fejedelme – Michael Kamen

### Legjobb idegen nyelvű film
- Európa, Európa – Németország
  - Veronica kettős élete – Franciaország
  - Tűsarok – Spanyolország
  - Zateryannyy v Sibiri – Szovjetunió
  - Bovaryné – Franciaország
  - Nikita – Franciaország

## Televíziós díjak
A nyertesek félkövérrel jelölve.

### Legjobb televíziós sorozat (dráma)
- Miért éppen Alaszka?
  - Beverly Hills 90210
  - I'll Fly Away
  - L.A. Law
  - Esküdt ellenségek

### Legjobb televíziós sorozat (musical vagy vígjáték)
- Brooklyn Bridge
  - Cheers
  - Kisvárosi mesék
  - Öreglányok
  - Murphy Brown

### Legjobb televíziós minisorozat vagy tévéfilm
- Elfújja a szél
  - Egy gyermek ára
  - The Josephine Baker Story
  - Feleség kerestetik
  - Separate But Equal

### Legjobb színész, televíziós sorozat (dráma)
- Scott Bakula – Quantum Leap – Az időutazó
  - Mark Harmon – Reasonable Doubts
  - Rob Morrow – Miért éppen Alaszka?
  - Sam Waterston – I'll Fly Away
  - James Earl Jones – Pros & Cons
  - Carroll O'Connor – In the Heat of the Night

### Legjobb színész, televíziós sorozat (musical vagy vígjáték)
- Burt Reynolds – Kisvárosi mesék
  - Ted Danson –  Cheers
  - Craig T. Nelson – Coach
  - Ed O’Neill – Egy rém rendes család
  - Neil Patrick Harris – Doogie Howser, M.D.

### Legjobb színész, televíziós minisorozat vagy tévéfilm
- Beau Bridges – Az elnök szolgálatában
  - Sam Elliott – Conagher
  - Peter Falk – Columbo: A rock-sztár gyilkosa
  - Sam Neill – Elfújja a szél
  - Sidney Poitier – Separate but Equal

### Legjobb színésznő, televíziós sorozat (dráma)
- Angela Lansbury – Gyilkos sorok
  - Susan Dey – L.A. Law
  - Janine Turner – Miért éppen Alaszka?
  - Marlee Matlin – Reasonable Doubts
  - Sharon Gless – The Trials of Rosie O'Neill

### Legjobb színésznő, televíziós sorozat (musical vagy vígjáték)
- Candice Bergen – Murphy Brown
  - Kirstie Alley – Cheers
  - Roseanne Barr – Roseanne
  - Jamie Lee Curtis – Anything But Love
  - Katey Sagal – Egy rém rendes család

### Legjobb színésznő, televíziós minisorozat vagy tévéfilm
- Judy Davis – Elfújja a szél
  - Glenn Close – Feleség kerestetik
  - Sally Kirkland – Átkozottak otthona
  - Jessica Tandy – The Story Lady
  - Lynn Whitfield – The Josephine Baker Story

### Legjobb mellékszereplő színész, televíziós sorozat, televíziós minisorozat vagy tévéfilm
- Louis Gossett Jr. – The Josephine Baker Story
  - Larry Drake – L.A. Law
  - Dean Stockwell – Quantum Leap – Az időutazó
  - Michael Jeter – Kisvárosi mesék
  - Richard Kiley – Separate but Equal

### Legjobb mellékszereplő színésznő, televíziós sorozat, televíziós minisorozat vagy tévéfilm
- Amanda Donohoe – L.A. Law
  - Sammi Davis – Homefront
  - Park Overall – Empty Nest
  - Faith Ford – Murphy Brown
  - Rhea Perlman – Cheers
  - Estelle Getty – Öreglányok
  - Jean Stapleton – Fire in the Dark

## Különdíjak

### Cecil B. DeMille-életműdíj
A Cecil B. DeMille-életműdíjat Robert Mitchum vehette át.

### Miss/Mr.Golden Globe
- Joely Fisher[4]

## Fordítás
Ez a szócikk részben vagy egészben  a(z)   49th Golden Globe Awards című angol Wikipédia-szócikk ezen változatának fordításán alapul.  Az eredeti cikk szerkesztőit annak laptörténete sorolja fel. Ez a jelzés csupán a megfogalmazás eredetét és a szerzői jogokat jelzi, nem szolgál a cikkben szereplő információk forrásmegjelöléseként.